# Okinawa kobudo

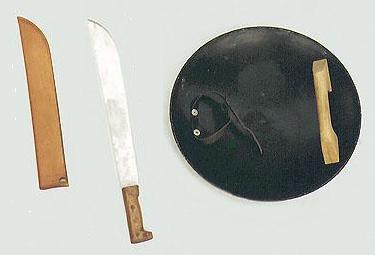
Timbe a seirjúto

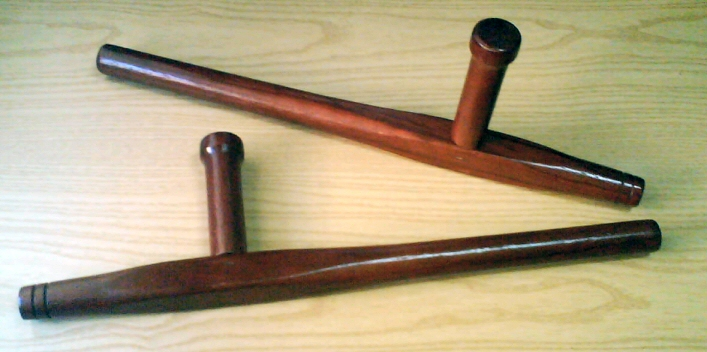
Tonfy

Kobudo (古武道) je bojové umění se zbraněmi, které se vyvinulo na Okinawě a dalších ostrovech Rjúkjú a bylo cvičeno jako součást karate. Protože byl vydán zákaz vlastnění zbraní, Okinawané byli nuceni používat různé nástroje a předměty jako zbraně. Slovo kobudo se skládá ze tří slabik resp. znaků: ko 古 – „starý, starodávný“, bu 武 – „bojový“ a do 道 – „umění, cesta“. Souhrnně jej lze přeložit jako „starodávné bojové umění“.
Okinawa kobudo má stejné principy jako Okinawa karate. V Okinawa kobudo se používají zbraně: bó, sai, tonfa, nunčaky, kama, eku (veslo), džó, sansecukon (trojdílná nunčaka), kwe (motyka), tekko (boxer), suručin (bič/řetěz), nunti, timbe + seirjúto (mačeta a puklice).
Ve stylu Okinawa kobudo se jako oděv Kobudo-gi používají bílé kalhoty a černý vršek gi s logem okinawa kobudo na levé části hrudi.
Tréninkem kobudo lze posílit svaly těla – především horních končetin: prsty, ruce, paže, ramena, ale také pohyb těla používaný do samotných technik. Dále přiměje cvičence k větší koncentraci s ohledem na to, že cvičí s nebezpečnými zbraněmi.